# Alexander Nikolajewitsch Naidjonow
Alexander Nikolajewitsch Naidjonow (russisch Александр Николаевич Найдёнов; * 6. Apriljul. / 18. April 1866greg. in Moskau; † 13. Januar 1920 ebenda) war ein russischer Bankier und Unternehmer.

## Leben
Naidjonow, Sohn des Unternehmers und Mäzens Nikolai Alexandrowitsch Naidjonow, schloss 1889 die Moskauer Akademie für praktisches Handelsrecht mit einer Goldmedaille ab. Bereits 1883 trat er in die Moskauer Handelsbank seines Vaters ein.
Nach dem Tode seines Vaters 1905 folgte Naidjonow seinem Vater als Vorstandsvorsitzender der Moskauer Handelsbank nach. Ebenso wurde er Gesellschafter des Handelshauses A. Naidjonow Söhne, Vorstandsmitglied der Moskauer Gesellschaft für Handel und Industrie und der Moskau-Kaukasus-Erdölindustrie-Gesellschaft in Baku. 1909 wurde er Abgeordneter in der Moskauer Stadtduma (bis 1917). Er trat auch in den Rat der Staatsbank ein (bis 1912) und wurde Mitglied der Finanzkommission (bis 1917). 1910 wurde er Kommerzienrat und 1915 Erster Stellvertreter des Vorsitzenden des Moskauer Börsenkomitees. Auch war er Mitglied des Kuratoriums des F. N. Samoilow-Armenhauses für bedürftige und alte Frauen. 1917 wurde er zum Ehrenfriedensrichter gewählt. Er förderte die Entwicklung der kaufmännischen Bildung. Er war Kuratoriumsmitglied der 2. Städtischen Taganski-Schule und des Moskauer Wirtschaftsinstituts.
Nach der Oktoberrevolution 1917 wurde Naidjonows Moskauer Handelsbank wie alle Privatbanken verstaatlicht mit Konfiskation der Einlagen, wodurch viele Einleger in ihrer Existenz bedroht waren. Naidjonow fühlte sich verantwortlich und entschädigte nach Möglichkeit seine Einleger unter Einsatz aller seiner zur Verfügung stehenden persönlichen Mittel. Am 3. November 1919 wurde Naidjonow verhaftet zusammen mit seinem Sohn Nikolai, Student im zweiten Studienjahr, und anderen. Am 13. Januar 1920 wurde Naidjonow erschossen, so dass für ihn das Dekret Lenins vom 17. Januar zur Freilassung dieser Gefangenen zu spät kam. Vorher war sein Sohn Nikolai freigelassen worden.
Naidjonow war verheiratet mit der Schauspielerin Jelisaweta Iwanowna geb. Reschetnikowa (1876–1951). Ihr Sohn Nikolai (1895–1974) arbeitete als Ingenieur am Aufbau der Moskauer Metro mit und lehnte den Eintritt in die KPdSU ab.